# Antoni Grassi
Antoni Grassi (ur. 13 listopada 1592 w Fermo, zm. 13 grudnia 1671 tamże) – włoski filipin (oratorianin) (COr), błogosławiony Kościoła rzymskokatolickiego.
Urodził się w bardzo religijnej rodzinie. Uczęszczał do miejscowego oratorium, gdzie zdobywał wiedzę. Gdy poczuł powołanie do życia zakonnego wstąpił do Kongregacji założonej przez św. Filipa Neri (zm. 1595).
Antoni był wielokrotnie wybierany na funkcję przełożonego Kongregacji. Szczególnie opiekował się biednymi. Pewnego dnia przeżył porażenie piorunem.
Zmarł w opinii świętości. Jego ciało złożono w kryształowej urnie pod głównym ołtarzem w miejscowym kościele (wł. Chiesa del Carmine di Fermo).
30 września 1900 roku, papież Leon XIII ogłosił Antoniego błogosławionym.